# Russian Endurance Challenge 2015
Russian Endurance Challenge 2015  — первая гонка серии Russian Endurance Challenge. Все заезды были проведены в один день, 24 октября 2015 года на трассе Moscow Raceway в Волоколамском районе Московской области. В соревновании приняли участие 44 пилота на автомобилях восьми классов. Победителем абсолютного зачета стал спортпрототип российской конструкции и постройки — Феникс FR 01 под управлением Ильи Буренко и Олега Квитки. Примечательно что для автомобиля «Феникс», сконструированного в 2005 году, данная гонка стала первым официальным соревнованием.
Старт гонки — в 13:00, финиш в — 17:00.
За четыре часа гонки победитель прошел 111 кругов дистанции.
В числе участников Russian Endurance Challenge 2015 был экипаж в составе Тимура Тимерзянова, Натальи Гольцовой, Андрея Масленникова и Ильи Кашина (автомобиль ВАЗ-2101). В соревновании также принял участие журналист онлайн-издания Motor.ru Алексей Жутиков . Вместе с мастером спорта международного класса Михаилом Уховым они пилотировали спортпрототип Ligier js53 Evo 2 команды G-Drive Racing, аналог прототипа Ligier, на котором в 2015 году Роман Русинов выступал в FIA World Endurance Championship.

## Гонка

### Результаты гонки
Победители в каждом классе выделены полужирным начертанием.
| Место | Класс         | №  | Команда                    | Гонщики                                                         | Автомобиль            | Круги | Быстрый круг |
| ----- | ------------- | -- | -------------------------- | --------------------------------------------------------------- | --------------------- | ----- | ------------ |
| 1     | CN 2.0        | 7  | Форза-спорт                | Илья Буренко Олег Квитка                                        | Феникс FR 01          | 111   | 1:49.385     |
| 2     | Туринг        | 27 | NEVA MOTORSPORT            | Павел Яшин Владимир Удалёнков Роман Голиков Лев Толкачёв        | Honda Civic Type R    | 110   | 1:52.093     |
| 3     | Национальный  | 67 | B-TUNING 2                 | Степан Крумилов Иван Кибальчич                                  | Volkswagen Polo Sedan | 108   | 2:04.494     |
| 4     | Национальный  | 4  | ЗЕНИТ Моторспорт           | Сергей Коронатов Анна Александрова                              | Volkswagen Polo Sedan | 100   | 2:04.335     |
| 5     | Warm-race     | 6  | Hot Hatch Team             | Станислав Сидорук Андрей Муковоз Иван Демух Дмитрий Заболонский | Renault Logan         | 97    | 2:15.148     |
| 6     | City-Light    | 38 | Mazda Sport Academy Russia | Артур Гороян Дмитрий Чечин Алексей Мазанков Сергей Балдин       | Mazda 323             | 97    | 2:11.516     |
| 7     | ВАЗ классика  | 5  | Байков гараж               | Михаил Засадыч Илья Байков Владислав Шевель                     | ВАЗ-2101 ВАЗ-2105     | 90    | 2:13.952     |
| 8     | Национальный  | 18 | B-TUNING                   | Сергей Перегудов Кирилл Трубанёв Денис Тенебаум Павел Лещинский | Volkswagen Polo Sedan | 84    | 2:04.222     |
| 9     | Warm-race     | 44 | MAZDA HIGH POWER           | Денис Громов Александр Алфёров Сергей Баратов Михаил Лобода     | Mazda 3               | 80    | 1:56.137     |
| 10    | Москвич       | 41 | АСПАС                      | Александр Потапов "Индеец"                                      | Москвич 412           | 77    | 2:17.764     |
| 11    | Warm-race     | 82 | Kramar Motorsport          | Алексей Веременко Вахтанг Димитрадзе                            | Subaru WRX STI        | 76    | 1:48.851     |
| 12    | Суперпродакшн | 22 | RALF-CAR TEAM              | Андрей Артюшин Владимир Черевань                                | Renault Clio          | 75    | 1:53.223     |
| 13    | ВАЗ Классика  | 96 | УГМК Моторспорт            | Илья Кашин Тимур Тимерзянов Наталья Гольцова Андрей Масленников | ВАЗ-2101              | 67    | 2:11.229     |
| 14    | Суперпродакшн | 32 | Carville Racing            | Андрей Агафонов Александр Марковцев Григорий Бурлуцкий          | Honda Civic Type R    | 59    | 1:53.930     |
| НФ    | CN 2.0        | 26 | G-Drive Racing             | Михаил Ухов Алексей Жутиков                                     | Ligier JS53 Evo 2     | 28    | 1:40.912     |